# 人的販売
人的販売（じんてきはんばい）とは商学用語の一つ。これは営業販売活動において行われている形式の一つであり、販売員は顧客に直接コンタクトし、顧客とのコミュニケーションを通じて販売を行っていくという方法である。このときに販売員は顧客に使用方法の説明を行うと同時に、販売側は顧客から競合他社に関する情報や商品に対する不満や要望を聞くという、双方の情報交換の場として活用できる。現代はインターネットの普及などから、顧客となる者が以前と比較して豊富な情報を所持している場合が多い。そのため以前以上に一方的に情報を送るのみでなく、顧客の実態を把握した上での双方向のコミュニケーションを行う形式での販売活動を行う必要性が高まっている。ゆえにこのような時代に求められている販売者というのは、商品を売り込むに留まらず、顧客の声をフィードバックしたり顧客の抱えている問題を特定した上でその問題の解決策を提供できるような人材である。